# Nom à suffixe patronymique
 (janvier 2018).
Si vous disposez d'ouvrages ou d'articles de référence ou si vous connaissez des sites web de qualité traitant du thème abordé ici, merci de compléter l'article en donnant les références utiles à sa vérifiabilité et en les liant à la section « Notes et références ».
Ne doit pas être confondu avec Patronyme.
Un nom à suffixe patronymique est un nom que les gens, dans certains pays, portent en plus de leur prénom et de leur nom de famille, et qui est issu du prénom du père de celui qui le porte.
Typiquement, un nom à suffixe patronymique s'exprime comme suit : « Xn fils de Yn Zn » où Xn désigne le prénom de la personne, Yn, le prénom de son père et Zn le nom de famille commun aux deux.
Parfois, dans la Corne de l'Afrique par exemple, ce nom à suffixe patronymique est seul présent (« Xn fils de Yn »), éventuellement complété par le nom du grand-père paternel (« Xn Yn Zn ») pour permettre d'identifier les individus.
Le nom à suffixe patronymique peut parfois être remplacé par un nom à suffixe matronymique, c'est-à-dire issu du prénom de la mère. Toutefois, dans les usages des langues d'Europe, cette situation ne s'observe en principe que si le nom du père est inconnu. La tendance moderne et le féminisme permettent plus facilement aujourd'hui l'emploi d'un nom matronymique au lieu du nom patronymique.
La marque de filiation peut aussi figurer en préfixe, comme dans les langues celtiques (O'Kelly, Mac Arthur, Abgrall) ou dans les langues sémitiques (ben Laden, ibn Seoud). On parle dans ce cas de nom à préfixe patronymique.
Un nom à suffixe patronymique peut également être un nom de famille portant en suffixe une marque de filiation ancienne. 

## Usages dans le monde
Le nom à suffixe patronymique est d'usage en russe et a été imposé dans tous les pays de l'ancienne Union soviétique. Il est cependant beaucoup plus vivace en russe, biélorusse et ukrainien que dans les autres langues de l'ex-Union soviétique, où, bien souvent, il n'apparaît que sur les documents d’état civil et n'a aucun emploi d'usage. On retrouve ces noms également dans l'état civil grec et dans les langues des Slaves du sud : serbe, croate, bulgare, etc.
Dans les pays scandinaves, les noms étaient jusqu'au début du XXe siècle souvent constitués d'un prénom et d'un nom patronymique. Lorsqu'on a réformé l'état civil, de nombreux noms patronymiques sont devenus des noms de familles. Seul dans toute l'Europe, l'Islande conserve un strict système sans noms de famille mais avec juste un ou deux prénoms suivis d'un nom patronymique.
De façon générale, des noms à suffixe patronymique sont devenus des noms de famille stabilisés dans de nombreuses langues. C'est presque toujours la forme masculine qui est devenue nom de famille. Cela est vrai même dans les langues où l'on pratique la féminisation des noms de famille. Les noms à suffixe patronymique russes masculins en -ович (-ovitch) ont pour équivalent féminin la terminaison -овна (-ovna). Pourtant, devenus noms de famille, ils restent toujours sous la forme -ович. En bulgare, les noms à suffixe patronymique ont une forme adjectivale et s'accordent en genre avec le nom. Les noms de famille, qui sont pour la plupart d'anciens noms patronymiques, en font autant, car ils ont eux aussi, de fait, une forme adjectivale, et les noms de famille de cette forme s'accordent en genre et en nombre dans cette langue.

## Langues utilisant un nom à suffixe patronymique en plus du nom de famille

### Russe
En russe, le patronyme (отчество, prononcé otchestvo mot dérivé de отец, otets qui signifie « père ») figure obligatoirement, en plus du prénom et du nom de famille, sur les actes de naissance et les pièces d'identité. Il est placé entre le prénom et le nom de famille (cf. aussi nom intermédiaire).
Les mots « Monsieur » et « Madame » étant pratiquement inusités en russe, il est d'usage, pour exprimer le respect, de s'adresser à son interlocuteur en employant son prénom et son patronyme (mais pas son nom de famille).
Ainsi, pour s'adresser à Vladimir Poutine, on ne dira pas : « Monsieur Poutine » mais « Vladimir Vladimirovitch » (Vladimirovitch étant le patronyme de Vladimir Poutine).
Pour les hommes, le patronyme se forme à partir du prénom du père auquel est ajouté le suffixe ovitch (ович), ou iévitch (евич) quand le prénom du père se termine par les lettres russes й ou ь. Pour certains prénoms, par exemple Илья (Ilia) le suffixe est simplement itch (ич)
- Fiodor Dostoïevski dont le père se nommait Mikhaïl (Михаил) a donc pour nom complet : Fedor Mikhaïlovitch Dostoïevski (Фёдор Михайлович Достоевский).
- Vladimir Oulianov, dit Lénine, dont le père s'appelait Ilya (Илья) a pour nom complet : Vladimir Ilitch Lénine (Владимир Ильич Ленин).
- Marius Petipa, français ayant fait sa carrière en Russie et dont le père s'appelait Jean-Antoine, est appelé en russe Marius Ivanovitch Petipa (Мариус Иванович Петипа), Ivan étant la version russe de Jean.
- Alexandre Pouchkine, dont le père s'appelait Serguey (Сергей — Serge) a pour nom complet en russe Aleksandr Sergueïevitch Pouchkine (Александр Сергеевич Пушкин, ou en ancienne orthographe Александръ Сергѣевичъ Пушкинъ).

Pour les femmes, le patronyme est formé du prénom du père auquel est ajouté le suffixe ovna (овна), ou evna (евна) si le prénom du père se termine par й ou ь; ou itchna (ична) après les prénoms qui prennent itch pour un homme.
- Marina Alexeïeva dont le père se prénomme Anatoliï (Анатолий) a pour nom complet : Marina Anatolievna Alexeïeva (Марина Анатольевна Алексеева).
- Nina Gorlanova (prénom du père : Viktor) se nomme quant à elle : Nina Viktorovna Gorlanova (Нина Викторовна Горланова).

Un certain nombre de noms russes tels qu'Ivanov ou Petrov ont une origine patronymique mais ne sont pas des patronymes ; il s'agit de noms de famille qui, comme dans les langues scandinaves, se sont formés à partir de patronymes.
Il est ainsi théoriquement possible pour un Russe de s'appeler Ivan Ivanovitch Ivanov, Ivan étant le prénom, Ivanovitch le patronyme (fils d'Ivan) et Ivanov le nom de famille (formé dans le passé d'après un patronyme).

### Ukrainien
En ukrainien, l'utilisation du patronyme en plus du nom de famille est semblable à celle du russe. Sa formation en est également très proche.
Pour les hommes, on forme le patronyme en ajoutant au prénom du père les suffixes evytch (євич) ou ovytch (ович).
- Ainsi, le nom complet de Taras Chevtchenko est Taras Hryhorovytch  Chevtchenko (Тарас Григорович Шевченко).

Pour les femmes, on ajoute le suffixe ivna (iвна) au prénom du père.
- Ioulia Tymochenko a pour nom complet Ioulia Volodymyrivna Tymochenko (Юлія Володимирівна Тимошенко)

## Langues utilisant un nom à suffixe patronymique comme nom de famille

### Islandais
L'Islande, faiblement peuplée et disposant d'une grande quantité de prénoms, a conservé un système de nom sans nom de famille. Les personnes sont identifiées à 90 % par leur prénom, suivi de leur nom patronymique, c’est-à-dire de la mention du prénom de leur père (ou, parfois, de leur mère). Ainsi, Gunnar Snorri Helgason et Anna Björg Helgadóttir signifient respectivement Gunnar Snorri fils (son) de Helgi et Anna Björg fille (dóttir) de Helgi.
Supposons que Bjarni et Björk ont une fille qu'ils prénomment Sigríður. Puisque le génitif de Bjarni est Bjarna et celui de Björk est Bjarkar, elle pourra donc s'appeler « Sigríður Bjarnadóttir » ou « Sigríður Bjarkardóttir » selon le choix de Bjarni et Björk (et en fait, plus tard selon son propre choix). Ensuite, le fils de Sigríður pourra par exemple s'appeler « Magnús Sigríðarson » et ainsi de suite.
Exemples :
- Vigdís Finnbogadóttir, présidente de la République (1980-1996), fille de Finnbogi Rútur Þorvaldsson,
- Ólafur Ragnar Grímsson, président de la République (1996-2016), fils de Grímur Kristgeirsson.

Les 10 % restants ont un nom de famille transmis de génération en génération (mais tout Islandais peut choisir de se faire appeler par un patronyme ou un matronyme, même s'il peut prétendre au nom de famille de son père ou de sa mère).
Exemple :
- Kristján Eldjárn, président de la République (1968-1980), dont le nom complet est « Kristján Eldjárn Þórarinsson », fils de Þórarinn Kr. Eldjárn.

Ces particularités font qu'en Islande :
- les personnes sont classées, dans l'annuaire téléphonique, dans l'ordre alphabétique de leur prénom (ou premier prénom)
- les personnes sont souvent désignées par leur seul prénom (ou premier prénom). Par exemple, sur le Wikipédia en islandais, les biographies des présidents susdits, après l'introduction qui rappelle la dénomination complète, le texte utilise des « Vigdís », « Ólafur » ou « Kristján », là où, dans une autre langue, on utiliserait « François Hollande », « M. Hollande » ou « le président Hollande » (selon le contexte).

Le patronyme islandais ne se transmet donc pas de génération en génération. Dans la conversation, les patronymes (ou plus rarement le matronyme) ne sont pas utilisés, l'usage du prénom étant de rigueur.

### Autres langues scandinaves
Le choix d'un patronyme ou d'un matronyme, à la place du nom de famille ou à côté de celui-ci, est aussi autorisé en Norvège, aux Îles Féroé et - depuis peu - au Danemark.

### Langues chamito-sémitiques
En arabe, le nom traditionnel est composé de plusieurs éléments dont le nasab (نسب), patronyme composé du mot ibn ( اِبن ) signifiant « fils de », qui devient ben ( بن ) en milieu de phrase ou en arabe dialectal, suivi du prénom du père, parfois celui du grand-père et ainsi de suite. Par exemple, Soleïman ben Moese ben Youssouf. En Mauritanie, ibn est remplacé par ould.
Chez les populations berbères, le pronom Aït ou Ait est utilisé, notamment chez certaines populations berbères au Maroc et en Algérie; c’est une marque de descendance ou de filiation, que ce soit par le père ou par un ancêtre ou bien une appartenance, par exemple Aït Mohand, descendant ou affilié à Mohand, et Aït Méziane, descendant ou affilié à Méziane; plus rarement on retrouve la variante N’aït. On retrouve aussi cette forme dans certaines localités au Maroc et en Algérie. On peut retrouver la variante "Ath" dans le nom de certaines localités des deux pays. Le format originel serait Ayt ou At mais aurait été francisé avec la colonisation française du Maghreb. On retrouve aussi la forme Ou qui est aussi une marque de descendance et d’appartenance, par exemple Ouyahia, descendant ou affilié à Yahia, et Ouslimane, descendant ou affilié à Slimane. 
Chez les populations touaregs, la variante Ag est utilisée. 
En hébreu, on ajoute ben ou bat, ce qui donne Shlomo ben Moïshe ben Yossef.
Dans des pays sous influence culturelle arabe comme la Somalie et les Comores, le nom complet d'un individu est composé de son prénom, du prénom de son père et du prénom de son grand-père paternel. Ainsi, le fils de Abdullahi Yusuf Ahmed, s'il se prénomme Mohammad, aura pour nom complet Mohammad Abdullahi Yusuf. Seule sa position dans le nom complet indique qu'il s'agit du prénom du père ou du grand-père.

## Langues où de nombreux noms de famille ont une origine patronymique
Dans de nombreuses langues européennes, l'usage du patronyme a été utilisé puis abandonné, remplacé par un nom de famille. Beaucoup de noms de famille sont à l'origine des patronymes qui n'ont plus changé d'une génération à l'autre et se sont transmis jusqu'à nos jours.

### Langues scandinaves
- Danois

Les vingt-deux noms de familles danois les plus répandus (Jensen, Nielsen, Hansen, Pedersen, Andersen, etc.) sont composés d'un prénom auquel s'ajoute la terminaison sen (« fils de ») et ont donc une origine patronymique. On remarque que les noms se terminant en dottir (« fille de ») sont beaucoup plus rares.
- Norvégien

Le même phénomène s'observe en norvégien, celle-ci étant grammaticalement et phonétiquement très proche du danois. On obtient ainsi des noms de famille identiques à ceux cités plus haut, à l'exception éventuelle de Nielsen qui, avec une écriture alternative, est noté Nilsen.
- Suédois

Certains noms de famille suédois peuvent se construire selon le même modèle. La terminaison sera dans ce cas son, ou encore plus courant sson. Les noms s'écrivent donc Andersson, Jansson, Hansson, Nilsson, Pederson, etc.

### Langues ibériques
- Espagnol

De nombreux noms espagnols sont dotés de la terminaison -ez qui est l'ancien suffixe patronymique ajouté à un prénom : Blázquez, Fernández, Gutiérrez, López, Márquez, Martínez, Pérez, Sánchez, etc., signifiaient à l'origine « fils de Blazco, Fernando, Gutierre, Lope, Marcos, Martín, Pedro, Sancho etc. », l'accent tonique étant marqué sur l'avant-dernière syllabe.
Quelques rares noms espagnols possèdent les suffixes -iz et -oz de même valeur patronymique que -ez, comme Ruiz, Ortiz ou Muñoz.
- Portugais

Le même phénomène qu'en espagnol s'observe en portugais, avec la terminaison -es : Fernandes, Guterres, Peres, Sanches, etc., qui signifiait à l'origine « fils de Fernando, Guterre, Pedro, Sancho, etc. ».

## Autres langues européennes

### Français
Les noms de famille français d'origine patronymique ont souvent une forme identique aux prénoms dont ils proviennent : Martin, Bernard, Thomas, Richard, Michel, etc. Il y a aussi des formes d'origine patronymique ou matronymique commençant par le préfixe A, Au ou Ala : Aladenise, Alamartine, Alamichel, Alaphilippe, Aucharles, Audenis, Aupierre, Augabriel ou Agabriel, Aujean, Aulouis, etc.

### Anglo-normand
Les Anglo-Normands utilisaient volontiers le préfixe « fitz » (fils de), qui a ensuite produit des noms de familles anglais, comme Fitzgerald, Fitzalan, etc[réf. nécessaire].

### Anglais
Les noms de famille anglais d'origine patronymique ajoutent au prénom dont ils proviennent :
- le suffixe son (fils de), comme en suédois : Thomson, Johnson, Richardson, Paulson, Peterson, Jameson, etc.
- un s (fils de) en lettre finale : Andrews, Richards, Peters, Philips, etc.

### Néerlandais
Comme en anglais, les noms de famille néerlandais d'origine patronymique ajoutent au prénom dont ils proviennent :
- le suffixe sen (fils de) : Thomassen, Janssen, Petersen, etc.
- le suffixe s (fils de) : Martens, Peters, Philips, etc.
- le suffixe szoon (fils de) : Janszoon, Willemszoon, etc.

### Langues celtiques
- Gaélique
  - Utilisation du préfixe « mac » (fils de) en Écosse et en Irlande : Charles Macintosh, MacMahon.
  - Utilisation du préfixe « o » (descendant de) en Irlande : O'Brien, O'Hara, O'Toole.
  - En mannois (Île de Man), le préfixe  « mac » est réduit à « c », « k » ou « qu » : Cubbon (MacGibbon), Kermode (MacDermot), Quilliam (MacWilliam).

- Gallois
  - Utilisation du préfixe « ap » (fils de) : Maredudd ap Bleddyn, fils de Bleddyn ap Cynfyn, fils de Cynfyn ap Gwerstan, etc., nobles gallois du Moyen Âge. Dans les noms patronymiques gallois d'aujourd'hui, « ap » est souvent réduit à « p » ou « b » : Pritchard (ap Richard), Bowen (ap Owen).

- Breton
  - Les noms bretons d'origine patronymique incorporent le préfixe « ab » ou « ap » (fils de) : Abalain, Abgrall, Appriou, Appéré etc.

### Serbo-croate
Comme les autres langues slaves, le suffixe patronymique "ović" (овић), "ević" (евић) ou "ić" (ић) est aussi utilisé en Bosnie-Herzegovine, Croatie et Serbie. La majorité des noms de famille dans ces pays sont formés dans cette mode : Milošević, Bošković, Petrović, Matić, etc. Contrairement au russe et à l'ukrainien, les noms d'origine patronymique en serbo-croate sont transmis d'une génération à l'autre et ne possèdent plus leur rôle originel. 

### Grec
Le suffixe patronymique grec est "poulos" (fils de), comme dans Rastapopoulos.
Le génitif (souvent en -ou) est aussi utilisé, comme dans Papandréou, Papanicolaou, etc.: (fils ou descendant) du pope André, du pope Nicolas, etc.

### Roumain
Un des suffixes patronymiques roumains est "escu" (fils de), comme dans Ionescu, fils de Ion (fils de Jean), ou Antonescu, fils d'Anton, ou Lăzărescu, fils de 
Lazăr.
Il existe aussi le suffixe "vici", dérivé des suffixes slaves "vitch" et "wicz", « fils de », comme Abramovici, fils d’Abraham.

### Lituanien
En Lituanie, il existe le suffixe "vicius", dérivé des suffixes slaves "vitch" et "wicz", « fils de », comme Abramovicius, « fils d’Abraham ».

### Arménien
La terminaison par le suffixe "ian" (Petrossian, Chahoumian...) signifie "fils de".

## Langues asiatiques

### Géorgien
La marque de la filiation en géorgien est le suffixe "chvili" (Iossif Djougachvili) ou "dzé" (Edouard Chevardnadze).

### Turc
La filiation se marque en turc par le suffixe -oğlu (parfois orthographié -oglu dans les pays dont l’alphabet ne possède pas le g accentué) qui signifie « fils de », comme dans le patronyme Yunusoğlu, « fils de Yunus ». Le suffixe -oğlu est également très présent dans les toponymes turcs, avec le même sens.
Ce suffixe est également présent dans certains noms de famille grecs d'origine anatolienne sous l'influence turque, sous la forme -oglou, comme par exemple dans le patronyme Pamboutzoglou.